# إبراهيم الدندن
إبراهيم بسام الدندن مواليد 2001، هو لاعب كرة قدم سعودي يلعب حالياً في نادي الطرف.

## الأندية
كانت بداياته مع نادي الجيل في نادي الناشئين واستمر مع النادي إلى أن تم ضمه إلى الفريق الأول عام 2019 حتي الآن، كان له الفضل في صعود فريقة في كأس خادم الحرمين الشريفين ليصعد الجيل إلى دور ال32.

## مسيرة اللاعب
لعب في نادي الجيل ونادي الطرف.